# Stefan Postma
Stefan Postma, est un footballeur néerlandais né le 6 octobre 1976 à Utrecht.

## Biographie

### Carrière
- 1995-00 : FC Utrecht ( Pays-Bas)
- 2000-02 : De Graafschap ( Pays-Bas)
- 2002-06 : Aston Villa ( Angleterre)
- 2005-06 : Wolverhampton Wanderers ( Angleterre)
- 2006-08 : ADO La Haye ( Pays-Bas)
- 2008-09 : De Graafschap ( Pays-Bas)
- 2009-09 : Ermis Aradippou ( Chypre)
- 2009-11 : AGOVV Apeldoorn ( Pays-Bas)[1],[2]